# دانتي فانزير
دانتي فانزير (16 أبريل 1998 في بلجيكا - ) هو لاعب كرة قدم بلجيكي في مركز الهجوم. لعب مع نادي جينك.

## روابط خارجية
- دانتي فانزير على موقع الاتحاد الأوربي (الإنجليزية)
- دانتي فانزير على موقع الاتحاد البلجيكي (الإنجليزية)
- دانتي فانزير على موقع الدوري الأمريكي (الإنجليزية)
- دانتي فانزير على موقع إي إس بي إن إف سي (الإنجليزية)
- دانتي فانزير على موقع قاعدة بيانات كرة القدم.إي يو (الإنجليزية)
- دانتي فانزير على موقع ليكيب (الفرنسية)
- دانتي فانزير على موقع ناشيونال فوتبول تيمز (الإنجليزية)
- دانتي فانزير على موقع Soccerbase.com (لاعب) (الإنجليزية)
- دانتي فانزير على موقع Soccerway.com (الإنجليزية)
- دانتي فانزير على موقع عالم كرة القدم.نت (الإنجليزية)